# Cryphia ruckbeili
Cryphia ruckbeili är en fjärilsart som beskrevs av Charles Boursin 1953. Cryphia ruckbeili ingår i släktet Cryphia och familjen nattflyn. Inga underarter finns listade i Catalogue of Life.